# Huazalingo, San Luis Potosí
Huazalingo är en ort i Mexiko.   Den ligger i kommunen Tamazunchale och delstaten San Luis Potosí, i den sydöstra delen av landet, 200 km norr om huvudstaden Mexico City. Huazalingo ligger 307 meter över havet och antalet invånare är 581.
Terrängen runt Huazalingo är kuperad åt nordost, men åt sydväst är den bergig. Runt Huazalingo är det ganska tätbefolkat, med 56 invånare per kvadratkilometer. Närmaste större samhälle är Tamazunchale, 6,2 km öster om Huazalingo. I omgivningarna runt Huazalingo växer huvudsakligen savannskog.